# Bursera microphylla
Bursera microphylla es una especie de árbol perteneciente a la familia de las burseráceas. Es originaria del norte de México (Baja California, Baja California Sur, Sinaloa, Sonora y Zacatecas) y el Suroeste de Estados Unidos (sur de California y Arizona), en biomas desérticos. Se le atribuyen numerosas propiedades medicinales.
Se conoce con los nombres comunes de cuajiote, torote, torote blanco, torote colorado o copal. En inglés, se conoce como árbol del elefante (elephant tree) por su tronco "hinchado".

## Descripción

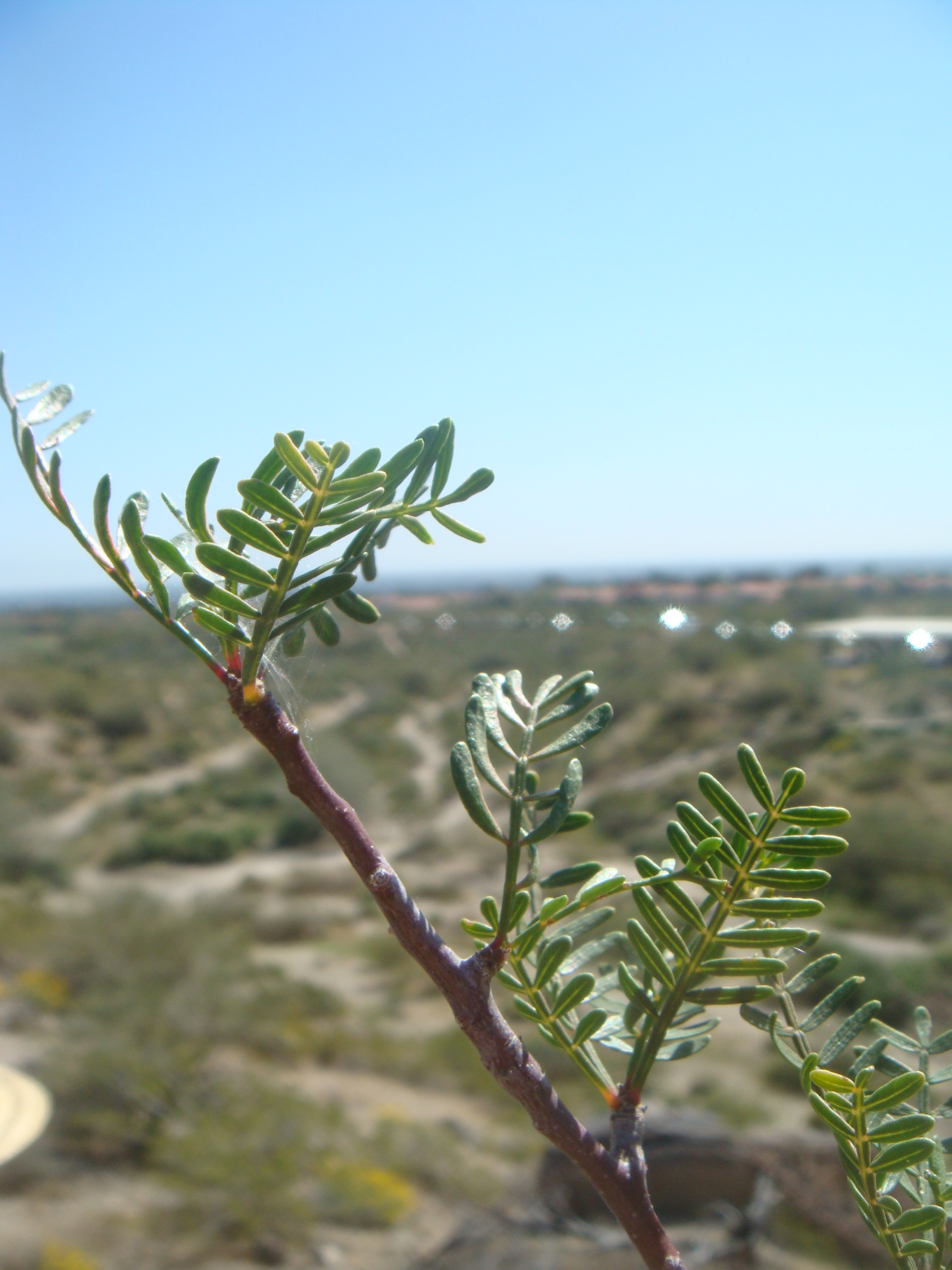
Detalle de las ramillas

Alcanza los 3.6-4.7 m de altura y su corteza es de color gris claro y blanco, con las ramas más jóvenes de un color rojizo. El follaje está compuesta de hojas largas, rectas y planas. Florece en redondeados capullos amarillos que se abren con pequeñas flores de color blanco o crema.  El fruto es una drupa que contiene una semilla amarilla.

## Hábitat
Bursera microphylla es originaria del desierto de Sonora. Habita en climas semicálidos, semisecos y secos hasta los 1500 metros. Está asociada a vegetación perturbada de bosque tropical caducifolio, matorral xerófilo y bosque de encino.

## Taxonomía
Bursera microphylla fue descrita por Asa Gray y publicado en Proceedings of the American Academy of Arts and Sciences 5: 155. 1861.

### Etimología
Bursera: nombre genérico dado en honor del botánico alemán Joachim Burser (1583-1649)
microphylla: epíteto de origen griego que significa "de hojas pequeñas"

### Sinonimia
- Elaphrium microphyllum (A.Gray) Rose
- Terebinthus microphylla (A. Gray) Rose[8]